# Старосултангулово (Башкортостан)
Старосултангулово (баш. Иҫке Солтанғол) — деревня в Балтачевском районе Республики Башкортостан Российской Федерации. Входит в состав Староянбаевского сельсовета. 

## География

### Географическое положение
Расстояние до:
- районного центра (Старобалтачёво): 27 км,
- центра сельсовета (Староянбаево): 4 км,
- ближайшей ж/д станции (Куеда): 93 км.

## История
В «Списке населенных мест по сведениям 1870 года», изданном в 1877 году, населённый пункт упомянут как деревня Султангулова 1-го стана Бирского уезда Уфимской губернии. Располагалась при речке Ари, слева от Кунгурского и Сибирского почтовых трактов, в 70 верстах от уездного города Бирска и в 25 версте от становой квартиры в селе Аскине. В деревне, в 18 дворах жили 103 человека (51 мужчина и 52 женщины, мещеряки).

## Население
| 2002 | 2009 | 2010 |
| ---- | ---- | ---- |
| 32   | ↘31  | ↘25  |

Согласно переписи 2002 года, преобладающие национальности — башкиры (66 %), татары (34 %) .